# Вудстон (Канзас)
Вудстон (англ. Woodston) — місто (англ. city) в США, в окрузі Рукс штату Канзас. Населення — 94 особи (2020).

## Географія
Вудстон розташований за координатами 39°27′14″ пн. ш. 99°5′55″ зх. д. / 39.45389° пн. ш. 99.09861° зх. д. (39.453968, -99.098579).  За даними Бюро перепису населення США в 2010 році місто мало площу 0,62 км², уся площа — суходіл. В 2017 році площа становила 0,55 км², уся площа — суходіл.

## Демографія
Згідно з переписом 2010 року, у місті мешкало 136 осіб у 53 домогосподарствах у складі 38 родин. Густота населення становила 221 особа/км².  Було 82 помешкання (133/км²).
Расовий склад населення:
| - 94,9 % — білих - 2,9 % — азіатів - 1,5 % — чорних або афроамериканців |

До двох чи більше рас належало 0,7 %. Частка іспаномовних становила 0,7 % від усіх жителів.
За віковим діапазоном населення розподілялося таким чином: 26,5 % — особи молодші 18 років, 55,9 % — особи у віці 18—64 років, 17,6 % — особи у віці 65 років та старші. Медіана віку мешканця становила 34,5 року. На 100 осіб жіночої статі у місті припадало 119,4 чоловіків;  на 100 жінок у віці від 18 років та старших — 127,3 чоловіків також старших 18 років.
Середній дохід на одне домашнє господарство  становив 31 346 доларів США (медіана — 26 786), а середній дохід на одну сім'ю — 32 995 доларів (медіана — 28 750). За межею бідності перебувало 17,9 % осіб, у тому числі 14,3 % дітей у віці до 18 років та 17,4 % осіб у віці 65 років та старших.
Цивільне працевлаштоване населення становило 38 осіб. Основні галузі зайнятості: сільське господарство, лісництво, риболовля — 23,7 %, публічна адміністрація — 18,4 %, транспорт — 10,5 %, науковці, спеціалісти, менеджери — 7,9 %.